# Alwarthirunagiri
Alwarthirunagiri es una ciudad y nagar Panchayat situada en el distrito de Thoothukudi en el estado de Tamil Nadu (India). Su población es de 9289 habitantes (2011). Se encuentra a orillas del río Tarimabarani , 33 km de Tirunelveli.

## Demografía
Según el censo de 2011 la población de Alwarthirunagiri era de 9289 habitantes, de los cuales 4598 eran hombres y 4691 eran mujeres. Alwarthirunagiri tiene una tasa media de alfabetización del 91,40%, superior a la media estatal del 80,09%: la alfabetización masculina es del 95,46%, y la alfabetización femenina del 87,46%.